# CS Natura Tour
„CS Natura Tour” sp. z o.o. – spółka utworzona w 2000 pod nazwą Kolejowego Przedsiębiorstwa Turystyczno-Wypoczynkowego „Natura Tour” Sp. z o.o., w wyniku wydzielenia sieci ośrodków wczasowych z Polskich Kolei Państwowych. Z dniem 1 grudnia 2016 nastąpiło połączenie spółki z firmą szkolenia zawodowego Grupy PKP CS Szkolenie i Doradztwo, przyjmując nazwę „CS Natura Tour” sp. z o.o.
17 sierpnia 2022 r. podpisana została Karta Grupy PKP – wielostronna umowa wieńcząca trwające kilka lat prace nad utworzeniem holdingu. Głównym celem przekształcenia Grupy PKP w holding jest wzmocnienie pozycji rynkowej polskiej kolei oraz jej dalszy rozwój. W skład holdingu Grupy PKP weszła spółka „CS Natura Tour” sp. z o.o.
Spółka jest członkiem Związku Pracodawców Kolejowych.

## Działalność
„CS Natura Tour” Spółka z o.o. specjalizuje się w organizowaniu wypoczynku we własnych ośrodkach wypoczynkowych zlokalizowanych na terenie całej Polski oraz oferuje kompleksowe usługi szkoleniowe, które realizowane są m.in. we własnych Centrach Konferencyjno-Szkoleniowych.
Oferta zarówno turystyczna, jak i szkoleniowa swoim zakresem obejmuje:
- różne formy zorganizowanego wypoczynku, takie jak wczasy, kolonie, obozy, wycieczki, a także organizację imprez prywatnych i firmowych,
- usługi szkoleniowe oraz egzaminacyjne w zakresie kwalifikacji zawodowych dla zawodów kolejowych, określonych w przepisach wykonawczych do Ustawy o transporcie kolejowym oraz inne szkolenia podnoszące kwalifikacje zawodowe.

### Oferta turystyczna i usługowa
W zakresie prowadzonej działalności „CS Natura Tour” sp. z o.o. współpracuje ze spółkami i zakładami kolejowymi, szkołami, klubami sportowymi oraz firmami z różnych branż, w tym motoryzacyjnej, metalurgicznej, górniczej i medycznej oraz klubami Seniora, stowarzyszeniami senioralnymi.
„CS Natura Tour” sp. z o.o. organizuje dla swoich partnerów konferencje, szkolenia, zjazdy, sympozja oraz imprezy firmowe, integracyjne, świąteczne i biznesowe. Oferuje wynajem sal konferencyjnych, pokoi gościnnych, obsługę gości oraz zapewnia szereg atrakcji w ośrodkach wypoczynkowych.
„CS Natura Tour” sp. z o.o. jest członkiem Polskiej Izby Turystyki i posiada Certyfikat PIT. Klienci firmy są objęci ubezpieczeniem od następstw nieszczęśliwych wypadków do sumy 16 000 zł, a działalność firmy jest zabezpieczona gwarancją ubezpieczeniową do wysokości 108 187,20 zł.
„CS Natura Tour” sp. z o.o. prowadzi trzy biura podróży w Warszawie, Katowicach i Poznaniu zapewniając pomoc w wyborze i przygotowaniu ofert wypoczynku dla gości indywidualnych, jak i biznesowych.
„CS Natura Tour” sp. z o.o. posiada 10 obiektów, w których realizowane są usługi wypoczynku zlokalizowanych na terenie Polski w miejscowościach:
- Zakopane - Ośrodek wypoczynkowy „Kolejarz”
- Karpacz - Ośrodek wypoczynkowy „Stokrotka”
- Karpacz - Ośrodek wypoczynkowy „Halny”
- Świnoujście - Ośrodek wypoczynkowy „Meduza”
- Ustronie Morskie - Ośrodek wypoczynkowy „Korab”
- Mielno - Ośrodek wypoczynkowy „Słoneczny Brzeg”
- Ustka - Ośrodek wypoczynkowy „Radość”
- Jastarnia - Ośrodek wypoczynkowy „Półwysep”
- Dziwnówek - Ośrodek wypoczynkowy „Złota Rybka”
- Spała - Centrum Szkoleniowo-Konferencyjne „Zacisze”

### Oferta szkoleniowa
Obecnie „CS Natura Tour” sp. z o.o. zarządza Ośrodkami Konferencyjno-Szkoleniowymi zlokalizowanymi w: Warszawie, Krakowie, Wrocławiu i Spale. W tych ośrodkach świadczone są usługi hotelowo-gastronomiczne, organizowane są szkolenia i konferencje, jak również wynajmowane są sale konferencyjno-szkoleniowe.
Jako profesjonalny podmiot uprawniony do prowadzenia szkoleń i egzaminowania maszynistów i kandydatów na maszynistów „CS Natura Tour” sp. z o.o. jest wpisana do rejestru prowadzonego przez Prezesa UTK pod numerem PL/24/2016 i oferuje szeroki zakres usług w kształceniu i rozwoju kadr kolejowych.
Podstawowym zadaniem jest prowadzenie szkoleń dla szeroko rozumianych kadr kolejnictwa, m.in. szkolenia i egzaminy dla kandydatów na maszynistów ubiegających się o licencję i świadectwo maszynisty, sprawdziany wiedzy i umiejętności, pouczenia i szkolenia okresowe, szkolenia przy użyciu symulatora pojazdu kolejowego, a także szkolenia dla stanowisk bezpośrednio związanych z prowadzeniem i bezpieczeństwem ruchu kolejowego.
Poza realizacją szkoleń stricte zawodowych realizowane są usługi w zakresie kompetencji miękkich, menadżerskich, np. szkolenia dla członków kolejowych komisji powypadkowych, z zakresu profesjonalnej obsługi pasażerów, czasu pracy, komunikacji, zarządzania, stresu itp., dostosowane do indywidualnych potrzeb Klienta.
Obok typowych kursów szkoleniowych prowadzone są wieloletnie projekty edukacyjne, realizowane we współpracy z różnymi organizacjami branżowymi i jednostkami naukowymi takie jak studia podyplomowe, cykle seminariów tematycznych i inne.
W Posiadaniu spółki jest 6 nowoczesnych pełnozakresowych symulatorów pojazdów kolejowych usytuowanych w pięciu lokalizacjach, wyposażonych w Europejski System Sterowania Pociągiem (ETCS). Symulatory pojazdów kolejowych posiadane przez „CS Natura Tour” sp. z o.o. są wykorzystywane do szkoleń maszynistów i kandydatów na maszynistów, ale są również udostępniane osobom prywatnym na przejazdy indywidualne poprzez platformę zakupową https://www.symulatorpociagu.pl/.
Symulatory odwzorowują 5 typów pojazdów kolejowych:
- Warszawa, ul. Edisona 2 – ET22 (201EI)
- Kraków, ul. Wielicka 28 A – ET22 (201EI)
- Wrocław, ul. Boczna 12 – ET22 (201EI)
- Spała, ul. Piłsudskiego 20 – SM42 (6Dg) i WM-15
- Gdynia, ul. Morska 350 – 36WE (Impuls) i SA-136 – wymienny pulpit umożliwiający symulowanie dwóch różnych typów pojazdów kolejowych.

## Prezesi
- 2000–2002 – Krzysztof Gołygowski
- 2002–2012 – Krzysztof Mamiński
- 2012 – Zdzisław Jan Grygier, p.o.
- 2012–2016 – Jerzy Kotkowski
- 2016–2020 – Jacek Zawadzki
- 2020–2024 – Katarzyna Bielaszewska
- od 2024 – Jolanta Sobczyk